# Sajón de Transilvania
El sajón de Transilvania, o dialecto sajón de Transilvania (propio: Siweberjesch-Såksesch; alemán: Siebenbürgisch-Sächsisch; rumano: Limba săsească o dialectul săsesc; húngaro: Erdélyi szász nyelv) es el dialecto alemán propio de los sajones de Transilvania.
Siendo lengua francónica, pertenece al grupo de dialectos fráncicos del altogermánico centroccidental, y más concretamente al fráncico moselano. Por consiguiente, comparte una gran cantidad de léxicos y similitudes con el luxemburgués.

## Historia
Originalmente, esta variante germánica fue hablada en la región de Transilvania (actualmente parte de Rumanía) por inmigrantes de origen alemán, flamenco y valón quienes se habían asentado en el reino de Hungría a partir del siglo XII. Sin embargo, actualmente la mayor parte de hablantes de este dialecto se encuentran fuera de esta región histórica, habiendo ellos o sus antepasados emigrado en varias olas principales, primero hacia Alemania y Austria, y luego con destino a Estados Unidos, Canadá y distintos países de Europa occidental. A pesar de ello, han conseguido preservar su lengua, que sigue siendo hablada entre ellos (con adaptaciones relativas a la contemporaneidad y a las lenguas autóctonas de sus correspondientes países).
Anteriormente a la revolución rumana de 1989, la mayoría de hablantes del sajón de Transilvania aún vivían en esa región. Durante la dictadura comunista de Nicolae Ceaușescu, miles de ellos fueron vendidos per cápita a la Alemania occidental, habiendo pagado al régimen rumano grandes sumas de dinero por cada persona «exportada». 
Hacia los años 1990, el número de sajones que vivían en Transilvania se había reducido significativamente. Con la caída del comunismo, y más concretamente entre 1991 y 1994, muchos de los que aún se quedaban en Transilvania emigraron hacia Alemania (en su mayor parte), quedando a día de hoy una minoría de unos 15 000 sajones en Rumanía.

## Situación actual
El número de hablantes nativos del sajón de Transilvania a día de hoy se calcula en unas 200 000 personas, la gran mayoría de las cuales viven fuera de Transilvania.
Entre 1966 y 1975, el Instituto de Lingüística Bucarest-Cluj recopiló más de 400 horas de cintas de léxicos transilvanosajones de 143 localidades, resultando en un valioso estudio sobre la variedad de dialectos locales y la vida de los sajones de Transilvania en esta época. El extracto de los archivos de sonido se puede consultar en la web de la Asociación Alemana de Sajones de Transilvania.
El sajón de Transilvania es el idioma nativo del actual presidente de Rumanía, Klaus Iohannis.